# Urbaniste
Pour les religieuses franciscaines, voir Clarisses Urbanistes.
 (mars 2009).
L'urbaniste est un « technicien spécialisé dans l'ordonnancement des espaces urbains ». Son rayon d'action concerne principalement les agglomérations et la planification territoriale. Le terme d'urbaniste peut parfois englober ou être confondu avec la profession d'aménageur qui comprend un rayon d'action dépassant les espaces urbains mais emploie, en fonction du contexte, les mêmes compétences.

## Éléments historiques de la profession
L'urbaniste est une profession qui est liée au développement des villes au XIXe siècle sous l'impact de l'industrialisation et du développement des infrastructures de transports. Il s'agissait de fournir aux décideurs politiques des solutions techniques et juridiques pour faire face notamment au développement anarchique des villes et surtout à l’habitat pathogène, tant du point de vue sanitaire que social, auquel s'attaquèrent les Hygiénistes de cette même époque. La profession apparaît en tant que telle avec la naissance en France de la Société Française des Urbanistes (SFU) en 1911 dans le prolongement des travaux du Musée social et de Frédéric Le Play. Conjointement sont mis en place des cursus de formation avec l'École des hautes études urbaines par exemple et aussi des revues comme Urbanisme, la revue de la SFU.

## L'urbanisme participatif
Depuis les années 70, se développe un urbanisme participatif qui intègre à des degrés divers dans l'élaboration des projets ou aménagements la participation effective des citoyens et les usagers. Dans le cadre d'une nouvelle gouvernance des projets, cette participation dépasse le simple cadre de l'information ou de la concertation. Il s'agit d'un développement de la démocratie directe dans la perspective d'un développement durable (urbanisme durable). Ce type de pratique impose aux urbanistes de nouvelles pratiques et aussi de nouveaux savoir-faire.

## La profession d'urbaniste en France

### Garantir une approche globale dans l'espace et dans le temps
La profession d'urbaniste est issue de la nécessité politique, économique, sanitaire et sociale voire culturelle de trouver une solution aux habitats insalubres des ouvriers qui viennent travailler en ville, du fait des besoins de l'industrialisation dès le milieu du XIXe siècle. Il faut pour cela dépasser la seule question du logement et appréhender dans son ensemble les conditions de vie des ouvriers en se préoccupant aussi de leur santé, de leur culture, de leurs loisirs voire de leur moralité. La ville ou les nouveaux quartiers sont alors abordés globalement.
Pour approcher la ville dans sa complexité et non plus du point de vue esthétique (plan d'embellissement des villes) ou fonctionnel (Cf. Haussmann et le contrôle policier des faubourgs ouvriers prompts à la rébellion), il faut alors une approche pluridisciplinaire qui va regrouper dès le départ, au sein même de la SFU, des hygiénistes (médecins), des ingénieurs, des architectes, des sociologues de terrain de l'école leplaysienne, des juristes et des paysagistes. L'approche pluridisciplinaire reste l'une des caractéristiques des formations aux métiers de l'urbanisme depuis cette époque, assurée au sein des instituts d'urbanisme et formations supérieures en urbanisme.
Le rôle de l'urbaniste consiste à participer à l'agencement des activités humaines sur les territoires en vue de réaliser un développement et un aménagement durable des villes et des campagnes. Il est censé développer une approche globale y compris environnementale dans le cadre d'un développement durable et solidaire notamment dans le cadre d'une approche AEU (Approche environnementale de l'urbanisme) de l'ADEME ou similaire.
Le champ professionnel de l'urbanisme a émergé en France dans les années 1920 pour s'autonomiser d'autres milieux professionnels (ceux des architectes notamment) à partir des années 1960-1970. Mais ce processus d'autonomisation n'est pas encore achevé, contrairement à d'autres pays occidentaux comme le Canada ou le Royaume-Uni. Forte de plus de 20 000 membres (formés pour la grande majorité d’entre eux au sein des Instituts d’urbanisme), la profession d’urbaniste s’exerce dans une grande variété de structures publiques, parapubliques et privées. Qu’elle soit exercée au sein du secteur de la consultance privée ou en collectivité locale, la profession est étroitement liée au processus de décision publique et doit être définie comme une activité d’aide à la décision politique (Source : CNJU).
En 2012, 48 % des urbanistes (dont 93 % sont des jeunes de 23 à 28 ans) sont issus des formations de géographie et d'aménagement du territoire dominant significativement les deux autres formations les plus représentées dont celles de science politique et d'architecture.

### Un champ d'intervention et un mode d'exercice varié
Un rapport de la délégation aux collectivités territoriales et à la décentralisation du Sénat, réalisé en juillet 2012 par le sénateur Pierre Jarlier, donne une définition du cœur de métier de l'urbaniste : « Loin de se réduire à un aspect réglementaire, le travail de l’urbaniste vise à définir et mettre en forme le projet territorial des collectivités locales. Son rôle est d’anticiper les dynamiques d’urbanisation en apportant aux élus locaux une aide à la décision politique leur permettant d’arbitrer sur les localisations les plus cohérentes (activité, emploi, logement, réseaux de transport) pour la gestion optimale des mobilités ; de mener une action foncière adéquate ; et de conduire des projets de renouvellement urbain ».
En relation avec les "acteurs" de ces territoires, qu'ils soient institutionnels ou non, élus, représentants institutionnels des différents secteurs de la société (économique, social, culturel, politique, associatifs…).
- il contribue selon la commande à l'émergence et la formalisation d'un projet urbain.
- il participe à l'élaboration et la mise en forme d'une planification (approche spatio-temporelle). Cette planification peut prendre en compte des espaces à l'échelle d'une ville à celui d'un quartier ou d'une simple opération (ZAC, lotissement, aménagements d'espaces publics…). L'objet peut être une extension urbaine, la réhabilitation ou la rénovation d'un quartier, un aménagement ponctuel, la création d'infrastructures de déplacements, de transports en commun, etc.
- il peut ensuite mettre en place des programmations afférentes à des projets d'aménagement et aussi en réaliser les conditions de faisabilité.
- il peut réaliser les documents juridiques afférents à ces territoires et/ou ces projets et notamment les SCOT, les PLU.
- il peut participer en tant que maître d'œuvre à la réalisation d'aménagements.

L'urbaniste intervient principalement à partir d'une commande publique ou privé sur la base d'un cahier des charges préalable, par concours ou contrats directs. Plusieurs champs de compétences plus spécifiques peuvent être définies et qui correspondent à des métiers plus ciblés. Il peut être aussi l'un des acteurs de la mise en œuvre de la démocratie locale ou de et de la concertation avec les acteurs locaux : habitants, usagers, bailleurs, commerçants, police, animateurs socio-culturels…
L'urbaniste peut intervenir aussi bien en tant que généraliste, que de spécialiste. Certaines professions, de par certaines actions, sont assimilés aux domaines de l'urbanisme. Ainsi, on retrouve les types d'urbanistes suivants :
- "des urbanistes "généralistes" (directeurs d'études, animateurs d'équipes, capables d'assembler plusieurs compétences plus ou moins spécialisées, consultants de haut niveau…) disposant d'un champ de compétence large et d'une vision de synthèse acquise par une solide formation et par l'expérience ;
- des urbanistes "spécialisés" dans certains domaines (urbanisme commercial, urbanisme et déplacements, conception d'espaces urbains, montage d'opérations, organisation et gestion de débat public…) ;
- des spécialistes de domaines connexes à l'urbanisme (ingénieurs-transports et réseaux, économistes, juristes, sociologues…) qui ont l'habitude de traiter des interfaces de leur domaine avec l'urbanisme. On pourrait les qualifier non pas d'urbanistes mais de "spécialistes de l'urbain."

### Les principaux domaines d’activités spécifiques de l’urbaniste
L’analyse territoriale
Il s’agit ici de connaître les territoires et de mettre en œuvre des orientations stratégiques. Ici homme d’études et homme de l’art, l’urbaniste se doit d’observer, de se projeter, de spatialiser ses projets, d’élaborer les politiques urbaines.
- Compétences : savoir analyser des évolutions des espaces, savoir créer des bases de données, savoir simuler des évolutions, savoir faire de la prospective, savoir produire des études, savoir spatialiser un projet, savoir représenter…
- Produits : un état des lieux, une étude d’impact, une synthèse, une base de données, un diagnostic territorial, un document de planification, un document de programmation…

#### La prospective territoriale
- Compétences : approche globale et diachronique, approche pluridisciplinaire et travail en équipe, concertation et communication, capacité d'analyse de la complexité et capacité de synthèse…
- Produits : projets urbains, SCOT, PADD, programmes de développement économiques, touristiques, commerciaux, de transports…

La conception et la maîtrise d'œuvre urbaine
Il s’agit ici de localiser et d’agencer les fonctions urbaines. La programmation urbaine va dimensionner les activités et définir les espaces destinés à les recevoir. L’aspect réglementaire et pragmatique de ce domaine est important.
- Compétences : savoir traduire des objectifs, savoir quantifier, savoir conseiller, savoir articuler, savoir concevoir des projets d’urbanisme,
- Produits : une étude de programmation urbaine, une étude de faisabilité, un plan d’urbanisme, un suivi de maîtrise d’œuvre…

La maîtrise d'œuvre et production d’opérations
Il s’agit ici de compétences relatives à la mise en œuvre et à la conduite d’opérations urbaines et d’aménagement. À travers le remembrement foncier, l’aménagement des réseaux, la commercialisation des espaces à bâtir, ce domaine d’action va permettre le passage à l’acte d’urbanisation en lui-même.
- Compétences : savoir faire le lien entre stratégie et action, savoir créer et mener une opération, savoir gérer de nombreuses informations, savoir définir un plan d’action…
- Produits : un pilotage d’opération…

La gestion territoriale
Il s’agit ici d’un domaine proche du management urbain. Gérer l’espace urbain au quotidien et sa nécessaire adaptation. La question du droit des sols ainsi que de la politique de la ville sont ici particulièrement appelées.
- Compétences : savoir faire le lien entre stratégie et action, savoir traiter de multiples informations, savoir résoudre les problèmes de concrétisation des projets, savoir inscrire ses actions dans la durée, savoir assurer un suivi des politiques publiques…
- Produits : une note, un avis, une instruction, un centre de ressources, un dispositif d’information…

### Plusieurs domaines d’activités de l’urbaniste partagés avec d’autres professions
La coordination et la conduite de projets territoriaux
Ici croisée avec d’autres professions œuvrant sur le cadre de vie, l’urbaniste est amené à coordonner, animer, et « manager » les projets de territoire.
- Compétences : savoir proposer des méthodologies de projets, savoir manager des réflexions collectives, savoir coordonner et mettre en relation, savoir diffuser l’information, savoir comprendre les logiques de pouvoir…
- Produits : un organigramme, des ateliers, une mission, des équipes, des groupes de travail, un planning, des dispositifs de validation des décisions…

L’animation de projets territoriaux
L’urbaniste est appelé ici à savoir manier les techniques relatives à la communication et la promotion du projet urbain, mais aussi les domaines émergents et majeurs de la concertation et de la participation en amont du projet.
- Compétences : savoir identifier les stratégies, savoir faire adhérer, savoir organiser une concertation, savoir mobiliser les populations, savoir maîtriser la prise de parole…
- Produits : une communication, un journal, une plaquette, un site Internet, une commission extra municipale, un conseil de quartier, une réunion publique, une visite, un événement…

## La profession d'urbaniste au Québec
Les urbanistes (également appelés "planificateurs de l'utilisation des sols" en référence à l'anglais "town planner", littéralement traduit par planificateur de ville) emploient les pratiques professionnelles suivantes :
- recueillir et analyser des données sur les facteurs démographiques, économiques, juridiques, politiques, culturels, sociologiques, physiques ou autres influant sur l'utilisation des sols ;
- s'entretenir avec les autorités municipales, provinciales et fédérales, le public, les représentants de citoyens, les sociologues, les avocats, les lotisseurs, et les groupes d'intérêts afin d'élaborer et développer des plans d'utilisation des sols ou des plans communautaires ;
- préparer et recommander des concepts de lotissement et des plans de zonage, de subdivisions, de réseaux de transport, de services d'utilité publique, d'installations communautaires, de parcs et d'autres utilisations des sols et des terres arables ;
- préparer des plans d'aménagement pour protéger l'environnement des réserves fauniques, des parcs nationaux et provinciaux et assurer la protection de bassins hydrographiques ;
- présenter des plans aux autorités civiles, rurales et régionales et tenir des assemblées publiques pour présenter les plans, les propositions ou les études de planification au grand public et aux groupes d'intérêts ;
- réviser et évaluer des propositions pour l'utilisation des sols et des propositions de plans de lotissement et préparer des recommandations ;
- évaluer les demandes de permis de développement et administrer les règlements de planification et de zonage ;
- établir des objectifs et des politiques à long terme pour l'utilisation des sols et la protection de l'environnement ;
- superviser et coordonner le travail des techniciens et technologues en planification urbaine.

La profession est accessible au Québec soit par un diplôme de baccalauréat (urbanisme, géographie, architecture ou génie) correspondant en Europe au niveau de licence, ainsi que d'un diplôme de Maîtrise (en planification urbaine et régionale, en design et en planification de l'environnement, en architecture, en génie) correspondant en Europe au grade de Master.

## Garantir le professionnalisme des urbanistes

### Office de qualification professionnel
Pour la Société française des urbanistes, la profession d’urbaniste est une profession moderne, ouverte sur son temps et les autres milieux professionnels. Il est possible de l’exercer en ayant suivi des cursus différents. Elle ne s’est pas, contrairement à d’autres, protégée par un dispositif corporatiste, la limitant par la création d’un ordre professionnel ou un numerus clausus.
Le revers de cette ouverture a été, pendant de longues années, un certain manque de lisibilité. La constitution de l’Office professionnel de qualification des urbanistes (France)|Office professionnel de qualification des urbanistes OPQU, (en gestation depuis les années 1970 et enfin créé au cours des années 1990), a permis de promouvoir la profession de façon positive, tout en lui conservant ses qualités originelles.
Contrairement à celui des architectes ou des médecins, le titre d'urbaniste n'est pas protégé par un Ordre. Toutefois, afin de garantir un certain niveau de formation, d'expérience et d'éthique, a été mise en place une reconnaissance professionnelle par la profession elle-même.
Afin de mieux définir et défendre le métier d'urbaniste, l’Office professionnel français de qualification des urbanistes OPQU, a été créé le 3 mars 1998 avec le soutien de l’association des maires de France et de l’État, pour assurer une mission de service public, dans le cadre d’un protocole signé avec le Ministre chargé de l’urbanisme, le 22 juillet 1998.
L’Office est doté, notamment, de la mission d’attribuer une qualification professionnelle aux urbanistes et de la faire connaître. Cette délégation de service public est menée par une commission spécialisée, authentifiée ensuite par le Conseil d'administration de l’OPQU, en présence d’un Commissaire du gouvernement. Fin 2007, 500 urbanistes ont ainsi été qualifiés depuis la création de l'OPQU. Cet organisme publie chaque année un annuaire des urbanistes qualifiés. La population des urbanistes français est estimée à plus de 2000 professionnels en activité tous modes d'exercice confondus y compris sous forme d'activité partielle ou accessoire.[réf. nécessaire]
L’Office Professionnel de Qualification des Urbanistes OPQU, association regroupant différentes organisations du monde de l’urbanisme (AUDE, AFUA, APCAUE, CFDU, FNAU, SFU, etc.), a publié dans le supplément du "Moniteur" du 29 décembre 2006 un référentiel métier des urbanistes. Ce référentiel a été élaboré, à la suite d’une demande de la Direction générale de l’urbanisme, de l’habitat et de la construction (DGUHC), afin de lancer le débat sur les évolutions du métier et l’adaptation nécessaire des formations. Le rapport de l’OPQU s’essaie à construire une lecture de l’organisation du champ professionnel de l’urbanisme. Pour les auteurs de ce référentiel, l’urbaniste est difficile à définir, oscillant entre l’homme d’études, l’homme de l’art et l’administrateur des villes, il est cependant amené à exercer dans 7 grands domaines identifiés : 4 domaines cœur de la spécificité de son métier et 3 domaines importants mais partagés avec d’autres professions.

### La déontologie des urbanistes
Le 1er juillet 2015, lors de l’assemblée générale de l’Office professionnel de qualification des urbanistes, la profession se dote d'un code de déontologie. Celui-ci détaille 7 principes fondamentaux :
1. Objet de la déontologie : La déontologie des urbanistes est au service des populations, des territoires et de l’intérêt général. Elle s’inscrit dans le cadre des normes européennes et internationales relatives à la profession.
2. Valeurs de l’urbaniste : L’urbaniste promeut les valeurs et défend les principes et objectifs de l’urbanisme tels que notamment exprimés dans la Charte de l’urbanisme européen.
3. Compétence : La compétence de l’urbaniste au service des populations, des territoires et de l’intérêt général, s’appuie sur une formation théorique pluridisciplinaire, des savoir-faire pratiques et une expérience professionnelle. Elle implique, afin de défendre les valeurs de la profession ainsi que les intérêts de la personne qui missionne l’urbaniste, le respect de la déontologie.
4. Indépendance : Dans le but de défendre les valeurs de la profession ainsi que de concilier les différents intérêts concernés par son intervention, l’urbaniste veille à préserver son indépendance, notamment intellectuelle, vis-à-vis de l’ensemble de ses interlocuteurs, y compris son confrère et la personne qui le missionne.
5. Rigueur professionnelle : L’urbaniste accompagne la personne qui le missionne dans des conditions qui garantissent la qualité de ses prestations et le respect des valeurs de la profession.
6. Confraternité et collaborations professionnelles : Les urbanistes entretiennent entre eux des relations de bonne confraternité. L’urbaniste respecte, dans ses collaborations professionnelles, les valeurs de la profession.
7. Règles particulières aux différents modes d’exercice : La déontologie de l’urbaniste s’applique quel que soit le mode d’exercice de la profession.

## Formation d'urbanistes

### Une formation spécialisée
La formation au métier d’urbaniste est, plus particulièrement, menée au sein d’instituts d’urbanisme. Leur objectif est de former des professionnels de l’urbanisme et du développement des territoires dont le rôle est de participer, pour le compte de maîtres d’ouvrages, le plus souvent publics, à la définition, la mise en œuvre et la gestion des projets urbains et territoriaux.
Ces formations donnent aux diplômés, en formation initiale et continue, l’accès à la culture générale, aux méthodes et aux outils d'analyses nécessaires à la pratique professionnelle dans le champ de l'urbanisme.
Ces formations respectent les chartes professionnelles du domaine (ministère chargé de l'urbanisme, Office professionnel de qualification des urbanistes) et les conventions passées entre les instituts d’urbanisme et d’aménagement du territoire à l’échelle française (Association pour la promotion de l'enseignement et de la recherche en aménagement et en urbanisme (APERAU)) et européenne (AESOP), ainsi que celles des organisations professionnelles d’urbanistes en France (SFU, CFDU…) et en Europe (le Conseil européen des urbanistes (CEU).
Les formations dispensées se caractérisent par la pluridisciplinarité, tant au niveau des enseignants qu’à celui des étudiants. En s'appuyant sur un recrutement et des enseignements pluridisciplinaires (droit, économie, politiques publiques, géographie, etc.), les instituts d'urbanisme se distinguent ainsi des autres lieux de formation par leur capacité à délivrer des clés de lectures transversales sur les politiques publiques de l'urbanisme (planification stratégique, habitat, foncier, urbanisme commercial, gestion des mobilités). Cette transversalité est nécessaire à la production d'une aide à la décision politique où c'est l'analyse et la prospective territoriales qui prévalent largement sur la dimension formelle de la conception urbaine. Les cursus des instituts d'urbanisme sont également fortement structurés par la mise en situation professionnelle : ateliers d'urbanisme encadrés sur commandes réelles et stages professionnels.
Les diplômés issus de ces instituts et formation (de niveau Master) constituent un réseau professionnel important avec 20 000 urbanistes diplômés en activité. Ils exercent principalement dans les services des collectivités territoriales (un tiers des débouchés), les agences d'urbanisme des agglomérations et les services de l'État, des organismes d'aménagement et de développement local. Le secteur privé (un quart des emplois pourvus) est constituée d'agences d'urbanisme privées, des sociétés d’économie mixte. Un certain nombre de professions connexes emploient aussi des urbanistes comme les architectes, les géomètres, les paysagistes, bureau d'études d'ingénierie…
Au-delà des instituts d’urbanisme, d’autres lieux de formation supérieure délivrent des diplômes de niveau Bac+5/6 en urbanisme et aménagement du territoire (voir ci-après).

### En France
Par ordre alphabétique :
- Aix-en-Provence : Institut d'urbanisme et d'aménagement régional (IUAR) (Université Aix-Marseille) - Master Urbanisme et Aménagement[10]
- Bordeaux : Institut d'aménagement, de tourisme et d'urbanisme (IATU) (Université Bordeaux-Montaigne) - Master "Urbanisme: stratégie, projets, maîtrise d'ouvrage" et Master "Paysage et évaluation environnementale dans les projets d'urbanisme et de territoires"[11]
- Brest : Institut de géoarchitecture (faculté des Sciences de l'Université de Bretagne occidentale) - Licence et deux Master d'aménagement [12]
- Grenoble : Institut d'Urbanisme et de Géographie Alpine de Grenoble (IUGA) (Université Grenoble Alpes) - Licence "géographie et aménagement - spécialité urbanisme", Master "Urbanisme et projet urbain", Master "Urbanisme, habitat et coopération internationale"[13]
- Lille (Villeneuve-d'Ascq) : Institut d'Aménagement et d'Urbanisme de Lille (IAUL) (Université Lille 1) - Licence 3 "Aménagagement, environnement, urbanisme", Master "Aménagement, urbanisme et développement des territoires"[14]
- Lyon : Institut d'Urbanisme de Lyon (IUL) (Université Lumière Lyon-II) - Licence 3 "Etudes urbaines", Master "Urbanisme et aménagement urbain", Master "Urbanisme et politiques urbaines"[15]
- Nantes : Institut de Géographie et d'Aménagement (IGARUN) (Université de Nantes) - Licence 3 "Aménagement du territoire et urbanisme", Master "Villes et territoires: politiques et pratiques de l'urbanisme"[16]
- Paris : Institut d'études politiques (Science-po) - Master urbanisme[17]
- Paris (Champs-sur-Marne) : Institut français d'urbanisme (IFU) (Université Paris-Est Marne-la-Vallée) - Licence 3 "Aménagement, études urbaines", Master "urbanisme, aménagement et transports", Postmaster "Expertise internationale - Villes en développement"[18]
- Paris (Champs-sur-Marne) : Institut d'urbanisme de Paris (IUP) (Université Paris-Est Créteil Val-de-Marne) - Master "Urbanisme et aménagement"[19]
- Paris : Université Paris-1 Panthéon-Sorbonne - Master 1 "Urbanisme et Aménagement"[20]
- Paris : Université Paris IV - Sorbonne - Licence professionnelle "Aménagement du territoire et urbanisme; environnement et géomatique"[21], Master "Aménagement, urbanisme, développement et prospective"[22]
- Paris : Université Paris Nanterre - Master "Urbanisme et aménagement[23]
- Perpignan : Université de Perpignan - Master "Urbanisme, habitat et aménagement"[24]
- Reims : Institut d'aménagement du territoire et d'environnement de l'université de Reims (IATEUR) (Université de Reims Champagne-Ardenne) - Master "Urbanisme et aménagement"[25]
- Rennes : Institut d'Aménagement et d'Urbanisme de Rennes (IAUR) (Université Rennes 2, École nationale supérieure d'architecture de Bretagne, Institut d'études politiques de Rennes, Institut national des sciences appliquées de Rennes) - Master "Aménagement et collectivités territoriales", Master "Aménagement, urbanisme, diagnostic et intervention sur les territoires"[26]
- Saint Denis (La Réunion) : Université de La Réunion - Master "Génie civil et urbanisme"[27]
- Strasbourg : Institut d'urbanisme et d'aménagement régional (IUAR) Université de Strasbourg, Institut national des sciences appliquées (INSA), Ecole nationale supérieure d'architecture (ENSAS): Master "Ville, environnement et société" (Faculté des sciences sociales[28]); Master "Urbanisme et aménagement spécialité aménagement, urbanisme, développement des territoires" (Faculté de géographie et d'aménagement[29]); Master "Urbanisme et aménagement spécialité architecture, structure et projets urbains"[30],[31].
- Tours : Université François-Rabelais de Tours - Master "Management des territoires et urbanisme"[32]
- Toulouse : Université Toulouse-Jean-Jaurès - Master Urbanisme et Aménagement[33]

### En Belgique
- Faculté polytechnique de Mons
- École nationale supérieure d'architecture de la Cambre (ISACF), Bruxelles
- Institut Supérieur d'Urbanisme et de Rénovation Urbaine (ISURU)

### En Allemagne
- Kaiserslautern: Université technique de Kaiserslautern: Licence "Raumplanung" (aménagement du territoire) et Master "Stadt- und Regionalentwiclung" (développement urbain et régional)[34]
- Berlin: Institut für Stadt und Raumplanung (Université technique de Berlin): Licence et Master "Stadt- und Regionalplanung" (urbanisme et planification régionale)[35]
- Université technique brandebourgeoise de Cottbus : Licence et Master "Stadt- und Regionalplanung" (urbanisme et planification régionale)
- Université de sciences appliquées Ostwestfallen-Lippe : Licence et Master "Stadtplanung" (urbanisme)
- Université technique de Dortmund : Licence et Master "Raumplanung" (aménagement du territoire)
- Université de sciences appliquées de Erfurt : Licence et Master "Stadt- und Raumplanung" (urbanisme et aménagement du territoire)
- Université HafenCity de Hambourg: Licence et Master "Stadtplanung" (urbanisme)
- Université de Cassel : Licence et Master "Stadt- und Regionalplanung" (urbanisme et planification régionale)
- Karlsruhe : Institut de science régionale (IfR) (Institut de technologie de Karlsruhe) Master "Regionalwissenschaft/Raumplanung mit dem speziellen Fokus auf Entwicklungsländer und ihre Probleme" (science régionale et aménagement du territoire, spécialité pays en développement et leurs problèmes) et Master double avec l'Université de Concepción (Chili) "Regionalwissenschaft/Raumplanung, mit dem speziellen Fokus auf risikoorientierter Planung in Südamerika" (science régionale et aménagement du territoire, spécialité prévention des catastrophes en Amérique du Sud"[36]
- Université Bauhaus de Weimar : Licence et Master "Urbanistik"

### Au Québec
- Institut d'urbanisme de l'Université de Montréal
- UQAM, département d'études urbaines et touristiques
- Université Laval, École supérieure d'aménagement du territoire et de développement régional
- Université McGill

### En Suisse
- École polytechnique fédérale de Lausanne (EPFL)
- École polytechnique fédérale de Zurich (EPFZ)
- Université de la Suisse italienne, Faculté d'architecture de Mendrisio
- Université de Lausanne, section Géosciences et Environnement[37]
- Université de Genève, Maîtrise en développement territorial, option aménagement du territoire (UNIGE)[38]

## Urbanistes célèbres
- Le Corbusier
- Charles Fourier
- Robert Owen
- Yves Lion
- Francis Cuillier
- Alexandre Melissinos
- Alfred Agache